# Habrotrocha pavida
Habrotrocha pavida är en hjuldjursart som beskrevs av David Bryce 1915. Habrotrocha pavida ingår i släktet Habrotrocha och familjen Habrotrochidae. Inga underarter finns listade i Catalogue of Life.